# CD Numancia
Club Deportivo Numancia de Soria – hiszpański klub sportowy z siedzibą w mieście Soria, jego nazwa pochodzi od celtyckiej starożytnej osady Numantia, położonej niedaleko obecnego miasta Soria.

## Sukcesy
- 4 sezony w Primera División: 1999/2000, 2000/2001, 2004/2005, 2008/2009
- 1/4 finału Copa del Rey: 1995/1996
- 5 sezonów w Segunda División
- 8 sezonów w Segunda División B
- 33 sezony w Tercera División

## Historia
Klub Numancia został założony w 9 kwietnia 1945 roku, długo występował w rozgrywkach Tercera División. Jedynie w latach 1949–1951 występował w Segunda División. W 1989 awansował do Segunda División B, zaś w 1997 do Segunda División. Największym sukcesem klubu w okresie występów w 3. lidze był występ w Copa del Rey w sezonie 1995/1996, kiedy to zespół doszedł do ćwierćfinału tych rozgrywek, pokonując zespoły z Primera División - Real Sociedad, Racing Santander i Sporting Gijón, pogromcą Numancii była dopiero FC Barcelona. W sezonie 1998/1999 zespół wywalczył po raz pierwszy w historii awans do Primera División, gdzie spędził dwa sezony. Kolejny awans wywalczył w 2004 roku, jednak po jednym sezonie spadł ponownie. W sezonie 2006/2007 Numancia występuje w rozgrywkach Segunda División. Do Primera División zespół wrócił w sezonie 2008/2009.
Oprócz sekcji piłki nożnej klub posiada sekcje: siatkówki, żeńskiej piłki ręcznej i gimnastyki sportowej.

### Piłkarze w historii klubu
| - Damián Manusovich - Pedro Ojeda - Claudio Marini - Dani Mayo - Daniel Fagiani - Aldo Osorio - Patricio Graff - Silvio González - Ariel Montenegro - Javier Malagueño - Ivan Rocha - Fabrice Moreau - Daniel Ngom Kome - Patrick Suffo - Hamilton Ricard | - Raul Muñoz - Stephane Pignol - Kostas Kiassos - Nando Co - Imro Wielkens - André Schei Lindbæk - Constantin Barbu - Gabriel Popescu - Laurențiu Roșu - Lee Chun-soo - Alberto Rivera - Alvaro Nuñez - Diego Jaume - Jorge "Chispa" Delgado |

## Skład
Stan na 19 stycznia 2018
| Nr | Poz. | Piłkarz                                         |
| -- | ---- | ----------------------------------------------- |
| 1  | BR   | Munir Mohand                                    |
| 2  | OB   | Saúl García (wypożyczony z Deportivo La Coruña) |
| 3  | OB   | Adrián Ripa                                     |
| 4  | OB   | Unai Elgezabal (wypożyczony z SD Eibar)         |
| 5  | OB   | Dani Calvo                                      |
| 6  | PO   | Iñigo Pérez                                     |
| 7  | NA   | Manu del Moral                                  |
| 8  | PO   | Alberto Escassi                                 |
| 9  | NA   | Higinio Marín                                   |
| 10 | PO   | Julio Álvarez                                   |
| 11 | PO   | Ignacio Sánchez                                 |
| 12 | NA   | Pere Milla (wypożyczony z SD Eibar)             |
| 13 | BR   | Aitor Fernández                                 |

| Nr | Poz. | Piłkarz                                           |
| -- | ---- | ------------------------------------------------- |
| 14 | OB   | Luis Valcarce                                     |
| 15 | OB   | Markel Etxeberria (wypożyczony z Athletic Bilbao) |
| 16 | OB   | Carlos Gutiérrez González                         |
| 17 | OB   | Unai Medina                                       |
| 18 | PO   | Gregorio Sierra                                   |
| 19 | NA   | Guillermo Fernández                               |
| 20 | NA   | Pablo Valcarce                                    |
| 21 | PO   | Marc Mateu                                        |
| 22 | NA   | Pablo Larrea                                      |
| 23 | PO   | Daniel Nieto                                      |
| 24 | PO   | Pape Maly Diamanka                                |
| 30 | BR   | Gaizka Campos                                     |

## Strony klubowe
- CD Numancia - strona oficjalna